# Saint-Pierre-des-Ifs (Calvados)
Pour les articles homonymes, voir Saint-Pierre-des-Ifs.
Saint-Pierre-des-Ifs est une commune française située dans le département du Calvados en région Normandie, peuplée de 453 habitants.

## Géographie

### Situation
La commune de Saint-Pierre-des-Ifs s'étend sur le plateau où le Cirieux, petite rivière et affluent du fleuve la Touques, prend sa source. Typique du pays d'Auge, elle n'a pas de bourg constitué. Sa mairie-école est située le long de l'axe principal, la départementale 511 (ancienne nationale 811).

### Communes limitrophes
| La Boissière | Saint-Désir, Le Pré-d'Auge | Saint-Désir                           |
| Les Monceaux | Saint-Pierre-des-Ifs       | Saint-Désir, Saint-Martin-de-la-Lieue |
| Les Monceaux | Le Mesnil-Eudes            | Le Mesnil-Eudes                       |

### Hydrographie
La commune est située dans le bassin Seine-Normandie. Elle est drainée par le Cirieux, le cours d'eau 03 de la commune de Saint-Pierre-des-Ifs, le fossé 02 du Prieuré, le fossé 01 du Bois de la Motte, le fossé 01 du Haras de la Motte, le fossé 01 de la Cour Quinée et le fossé 01 de la Bretonnière,,.

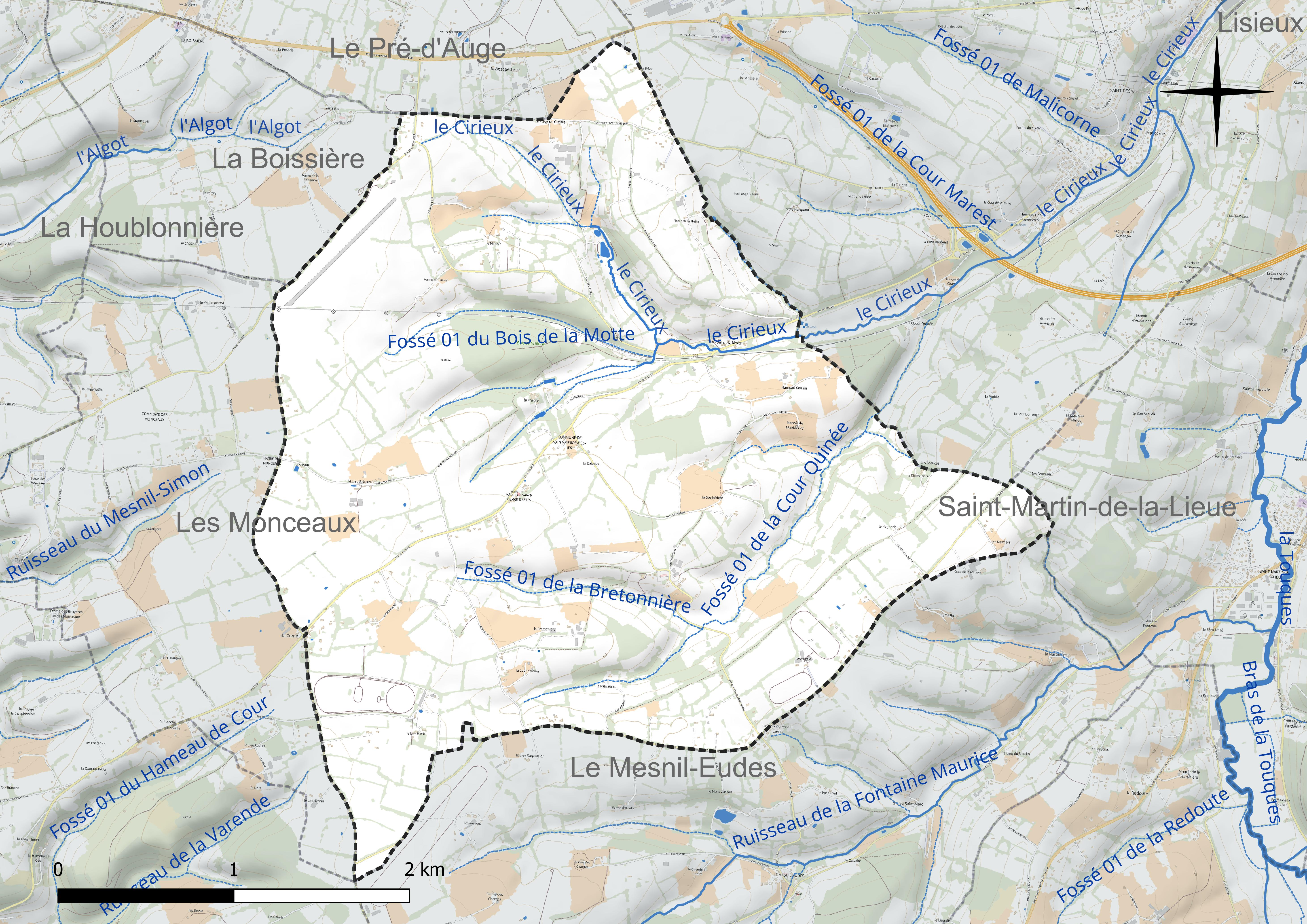
Réseau hydrographique de Saint-Pierre-des-Ifs.

### Climat
Pour des articles plus généraux, voir Climat de la Normandie et Climat du Calvados.
En 2010, le climat de la commune est de type climat océanique altéré, selon une étude du CNRS s'appuyant sur une série de données couvrant la période 1971-2000. En 2020, Météo-France publie une typologie des climats de la France métropolitaine dans laquelle la commune est exposée à un climat océanique et est dans la région climatique Normandie (Cotentin, Orne), caractérisée par une pluviométrie relativement élevée (850 mm/a) et un été frais (15,5 °C) et venté. Parallèlement le GIEC normand, un groupe régional d'experts sur le climat, différencie quant à lui, dans une étude de 2020, trois grands types de climats pour la région Normandie, nuancés à une échelle plus fine par les facteurs géographiques locaux. La commune est, selon ce zonage, exposée à un « climat contrasté des collines », correspondant au Pays d'Auge, Lieuvin et Roumois, moins directement soumis aux flux océaniques et connaissant toutefois des précipitations assez marquées en raison des reliefs collinaires qui favorisent leur formation.
Pour la période 1971-2000, la température annuelle moyenne est de 10,2 °C, avec  une amplitude thermique annuelle de 13 °C. Le cumul annuel moyen de précipitations est de 861 mm, avec 13,1 jours de précipitations en janvier et 8,5 jours en juillet. Pour la période 1991-2020, la température moyenne annuelle observée sur la station météorologique la plus proche, située sur la commune de Lisieux à 6 km à vol d'oiseau, est de 11,7 °C et le cumul annuel moyen de précipitations est de 881,4 mm,. Pour l'avenir, les paramètres climatiques de la commune estimés pour 2050 selon différents scénarios d'émission de gaz à effet de serre sont consultables sur un site dédié publié par Météo-France en novembre 2022.

## Urbanisme

### Typologie
Au 1er janvier 2024, Saint-Pierre-des-Ifs est catégorisée commune rurale à habitat très dispersé, selon la nouvelle grille communale de densité à 7 niveaux définie par l'Insee en 2022.
Elle est située hors unité urbaine. Par ailleurs la commune fait partie de l'aire d'attraction de Lisieux, dont elle est une commune de la couronne,. Cette aire, qui regroupe 57 communes, est catégorisée dans les aires de 50 000 à moins de 200 000 habitants,.

### Occupation des sols
L'occupation des sols de la commune, telle qu'elle ressort de la base de données européenne d'occupation biophysique des sols Corine Land Cover (CLC), est marquée par l'importance des territoires agricoles (96,7 % en 2018), une proportion identique à celle de 1990 (96,7 %). La répartition détaillée en 2018 est la suivante : prairies (83,4 %), terres arables (13,3 %), forêts (3,3 %). L'évolution de l'occupation des sols de la commune et de ses infrastructures peut être observée sur les différentes représentations cartographiques du territoire : la carte de Cassini (XVIIIe siècle), la carte d'état-major (1820-1866) et les cartes ou photos aériennes de l'IGN pour la période actuelle (1950 à aujourd'hui).

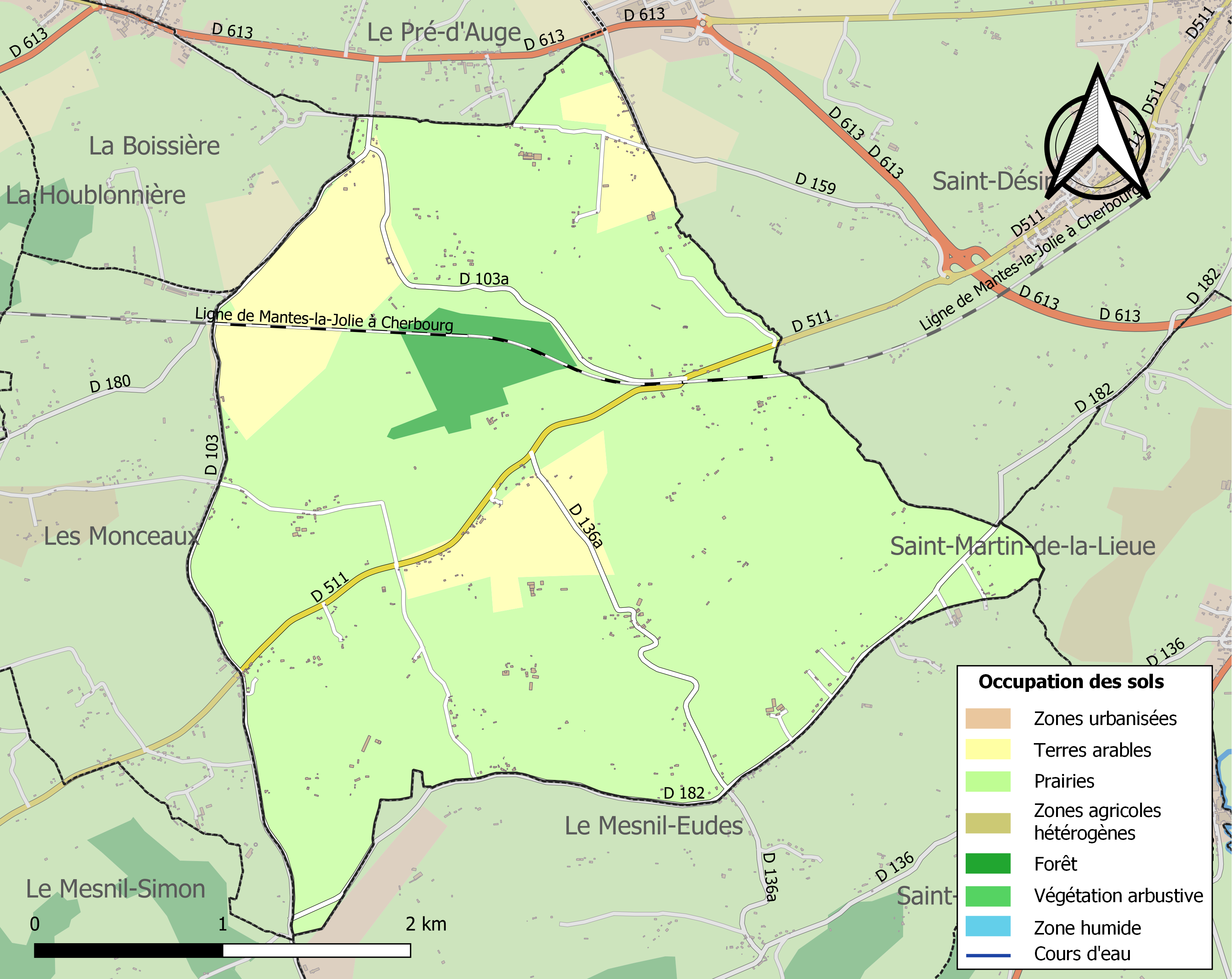
Carte des infrastructures et de l'occupation des sols de la commune en 2018 (CLC).

### Accès et transports
En matière d'axes routiers, Saint-Pierre-des-Ifs est traversée suivant un axe nord-est / sud-ouest par la D 511 (ancienne nationale 811), de laquelle partent la D 103A (depuis le pont de la Motte, vers le nord-ouest), et la D 136A (depuis le centre de la commune, vers le sud-est). Saint-Pierre-des-Ifs est bordée au sud par la D 182 et à l'ouest par la D 103.
Elle est desservie par les bus de la ligne 52 du réseau Astrobus (Lisieux-Saint-Pierre-en-Auge).

## Toponymie
Le nom de la localité est attesté sous la forme Sanctus Petrus de Iz en 1221, Saint Pierre Desifs en 1793, Pierre-des-Ifs en 1801.
Le toponyme est composé de l'hagionyme Saint Pierre, premier évêque de Rome et du déterminant If au pluriel.

### Symbolique de l'if
Cette section devrait être déplacée dans l'article Taxus#Symbolique.
Pour plus d’informations, se reporter en page de discussion. (avril 2022)
Les Celtes, les Saxons, et les colons anglo-scandinaves qui se sont installés dans la région au fil du Ier millénaire, attribuaient une force sacrée aux ifs. Ces conifères d'une durée de vie pouvant être plus que millénaire, ainsi que son feuillage vert persistant, symbolisaient l'immortalité.
Lors de la christianisation à l'orée du IIe millénaire, l'église catholique va récupérer ce symbole dans les contrées où on vénérait cet arbre : « La tradition chrétienne a planté près de ces ifs, d'autres arbres : les croix… La foi chrétienne propose de greffer sur les ifs une espérance folle : Jésus, mort et ressuscité ».
Remarquons particulièrement cet if planté au XVIe siècle qui se trouve au centre du cloître de l'abbaye normande de Jumièges. Ou ces deux « ifs-chapelles » (deux oratoires installés dans leur tronc) à La Haye-de-Routot (Eure), auprès duquel on construisit au XIIIe siècle l'église et le cimetière. Ou encore l'if du cimetière du Troncq (Eure), de 500 à 700 ans, où on installa une statue en pierre de la Vierge au XVIe siècle.
Au XIXe siècle, le botaniste Henri Gadeau de Kerville explique bien que les ifs et les chênes dominent la campagne normande. L'association entre l'église et l'if tient aussi à la proximité immédiate des cimetières, très fréquente comme à Saint-Pierre-Azif : on surnommait d'ailleurs ce conifère « l'if funéraire ». On trouve souvent des ifs près des églises normandes, comme pour signifier que la mort n'a pas le dernier mot. En outre, on pensait que l'if, très toxique, faisait éloigner le bétail des cimetières, tout comme les bêtes sauvages susceptibles de déterrer les cadavres.

## Histoire

### Antiquité
Sur les territoires actuels de Saint-Pierre-des-Ifs et de Saint-Désir s'étendait l'oppidum du Castellier, capitale des Lexoviens. D'une superficie de 167 hectares, il était entouré d'une enceinte de type murus gallicus. Des fouilles réalisées dans les années 2000 ont permis de révéler la présence d'une villa édifiée à la fin du Ier siècle ou au début du IIe siècle, et occupée jusqu'au IIIe siècle.

### Période moderne
La commune actuelle de Saint-Pierre-des-Ifs a été créée par la réunion des deux communes, Saint-Pierre-des-Ifs et La Motte en Auge, qui formaient chacune, avant 1790, une paroisse et communauté (ordonnance du 21 février 1841),.

### Seconde Guerre mondiale
Durant la Seconde Guerre mondiale, le village est bombardé et subit des dommages. Le 6 août 1944, un avion de chasse Typhoon tombe près de l'église. Le pilote, un Australien, est recueilli par des habitants et caché jusqu'à la Libération, le 21 août 1944. Le 7 août 1944, trois bombardiers américains de la 9th Air Force, de type B-26 Marauder, sont abattus au sud-ouest de Lisieux par l'artillerie aérienne allemande, la Flak. Un des avions s'écrase à Saint-Pierre-des-Ifs et le seul membre de l'équipage ayant survécu est fait prisonnier.
La réfection de l'église, du presbytère et de l'école débute en 1945, puis se poursuit au début des années 1950 avec l'aide de l'État, au titre de dommages de guerre des bâtiments publics.

## Politique et administration
| Période                                  | Période                   | Identité                       | Étiquette | Qualité                          |
| ---------------------------------------- | ------------------------- | ------------------------------ | --------- | -------------------------------- |
|                                          | Vers 1799                 | Jean Baptiste Robert Haracque  |           |                                  |
|                                          |                           | Nicolas Thomas Guillaume Patin |           |                                  |
| Années 1840                              | Vers mai 1855             | Michel Guy Pierre Cosnard      |           | Médecin                          |
| 15 juillet 1855                          | 28 août 1868              | Pierre Robert Baril            |           |                                  |
| 9 avril 1869                             | Vers août 1871            | Joseph Roberge                 |           |                                  |
| Vers septembre 1871                      | Après le 14 novembre 1872 | Louis Vautorte                 |           |                                  |
| 11 février 1873                          | 19 janvier 1907 (révoqué) | Victor Roberge                 |           |                                  |
| 19 janvier 1907                          | 17 mai 1908               | Henri (né Henry) Gosset        |           |                                  |
| 17 mai 1908                              | 8 septembre 1912          | Victor Roberge                 |           |                                  |
| 27 octobre 1912                          | 1er mars 1950,            | Henri (né Henry) Gosset        |           |                                  |
| 20 avril 1950                            | ?                         | Georges Basset                 |           |                                  |
| 1989                                     | Mars 2008                 | Henri Cauchois                 | SE        |                                  |
| Mars 2008                                | En cours                  | Colette Malherbe               | SE        | Gestionnaire courrier à la Poste |
| Les données manquantes sont à compléter. |                           |                                |           |                                  |

En 1907, le maire Victor Roberge est suspendu de ses fonctions par le préfet du Calvados, pour avoir fait replacer dans l'école communale un crucifix enlevé par ordre de l'autorité académique,. Henri Gosset, adjoint, assure son remplacement. Roberge est réélu l'année suivante.

## Démographie
L'évolution du nombre d'habitants est connue à travers les recensements de la population effectués dans la commune depuis 1793. Pour les communes de moins de 10 000 habitants, une enquête de recensement portant sur toute la population est réalisée tous les cinq ans, les populations de référence des années intermédiaires étant quant à elles estimées par interpolation ou extrapolation. Pour la commune, le premier recensement exhaustif entrant dans le cadre du nouveau dispositif a été réalisé en 2005.
En 2022, la commune comptait 453 habitants, en évolution de −0,66 % par rapport à 2016 (Calvados : +1,58 %, France hors Mayotte : +2,11 %).
| 1793 | 1800 | 1806 | 1821 | 1831 | 1836 | 1841 | 1846 | 1851 |
| ---- | ---- | ---- | ---- | ---- | ---- | ---- | ---- | ---- |
| 252  | 255  | 243  | 231  | 181  | 191  | 328  | 360  | 353  |

| 1856 | 1861 | 1866 | 1872 | 1876 | 1881 | 1886 | 1891 | 1896 |
| ---- | ---- | ---- | ---- | ---- | ---- | ---- | ---- | ---- |
| 355  | 354  | 358  | 326  | 308  | 319  | 302  | 311  | 309  |

| 1901 | 1906 | 1911 | 1921 | 1926 | 1931 | 1936 | 1946 | 1954 |
| ---- | ---- | ---- | ---- | ---- | ---- | ---- | ---- | ---- |
| 317  | 295  | 272  | 289  | 295  | 302  | 296  | 314  | 291  |

| 1962 | 1968 | 1975 | 1982 | 1990 | 1999 | 2005 | 2006 | 2010 |
| ---- | ---- | ---- | ---- | ---- | ---- | ---- | ---- | ---- |
| 251  | 255  | 283  | 332  | 346  | 385  | 438  | 446  | 470  |

| 2015 | 2020 | 2022 | - | - | - | - | - | - |
| ---- | ---- | ---- | - | - | - | - | - | - |
| 462  | 454  | 453  | - | - | - | - | - | - |

## Économie
Depuis le 12 mai 2023, un marché se tient place de la Mairie tous les vendredis, de 16 h  à 19 h.

## Culture locale et patrimoine

### Lieux et monuments

#### Église de Saint-Pierre

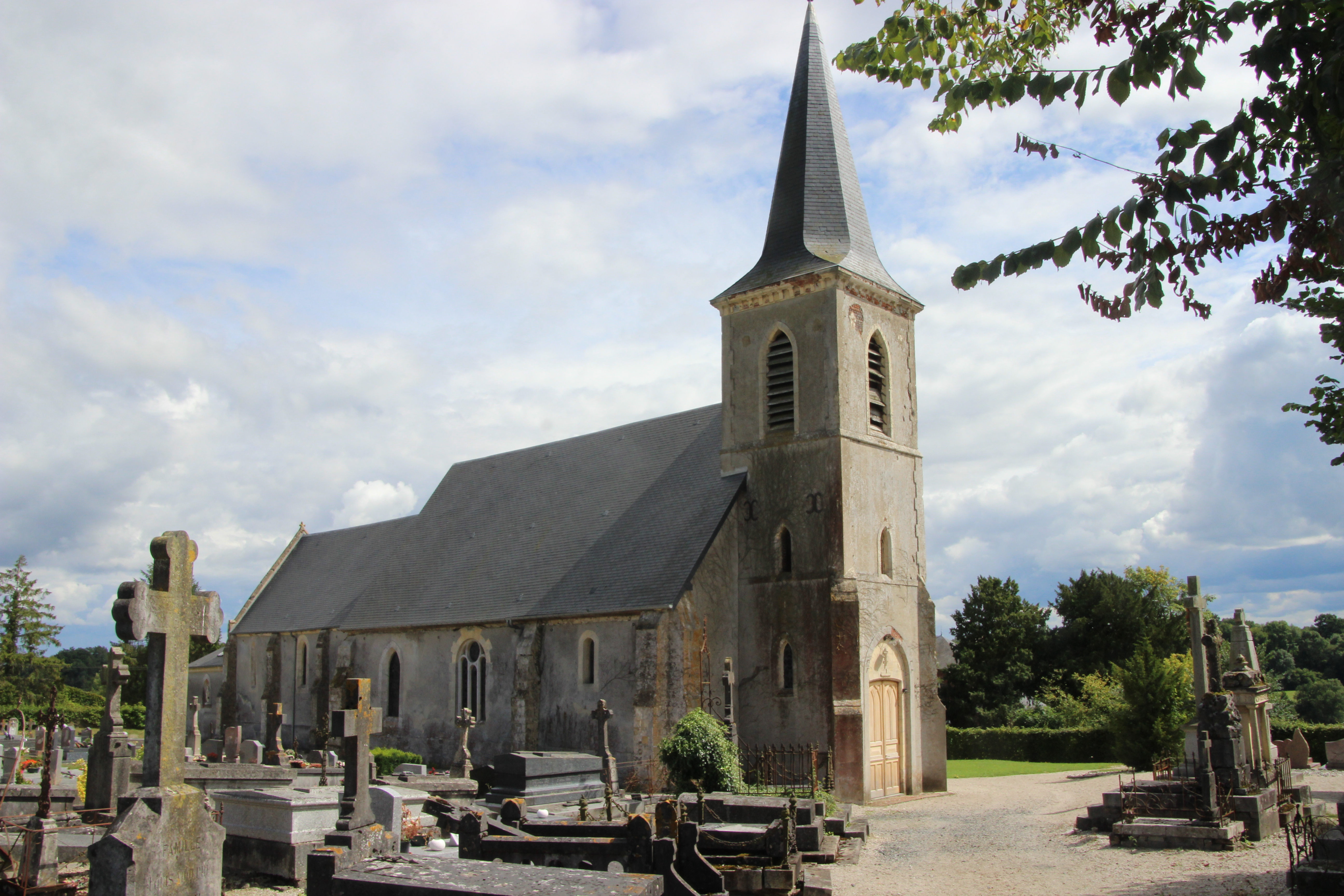
L'église Saint-Pierre, avant sa restauration, 2017.

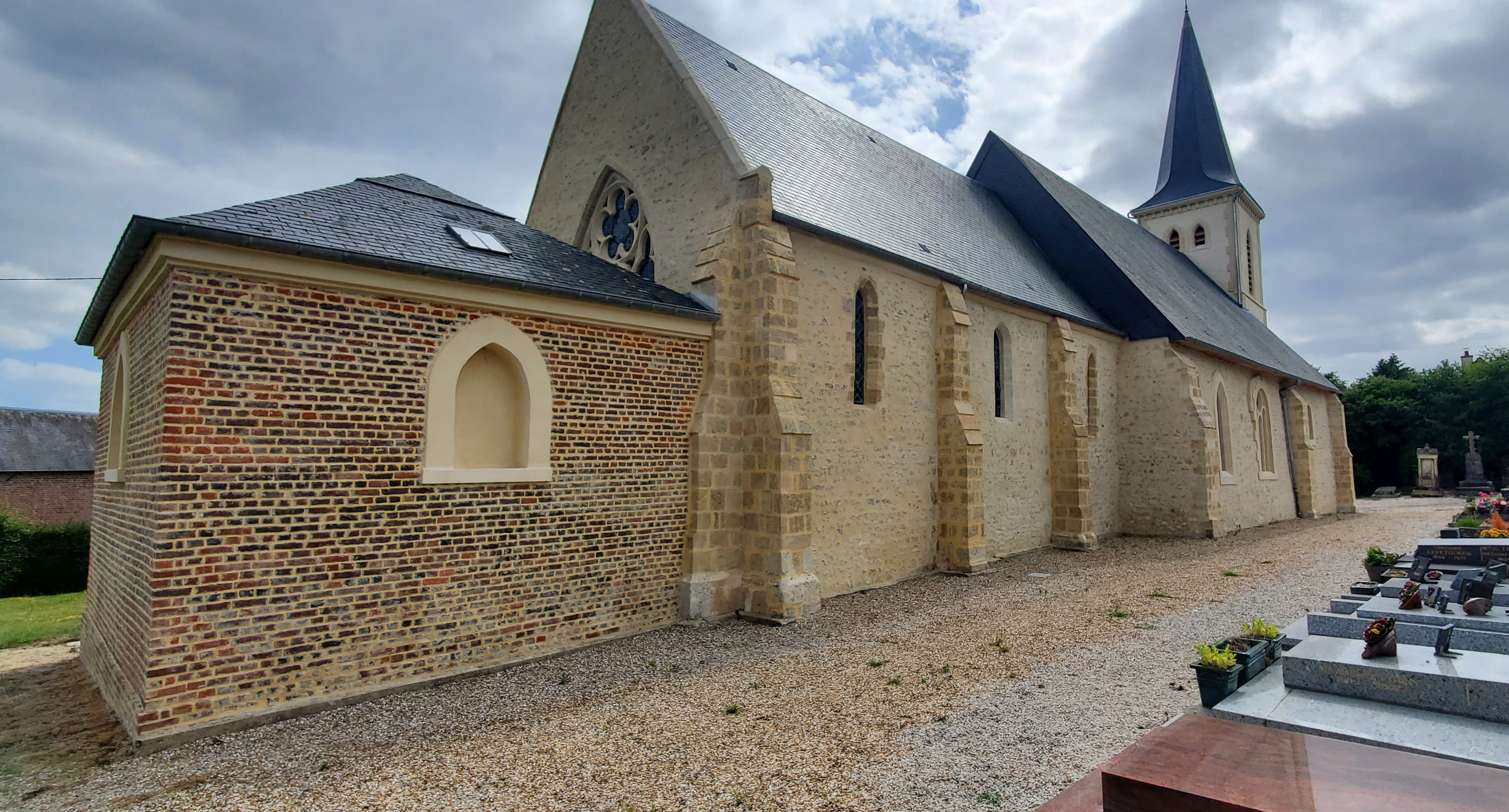
L'église Saint-Pierre en juillet 2023, après sa restauration.

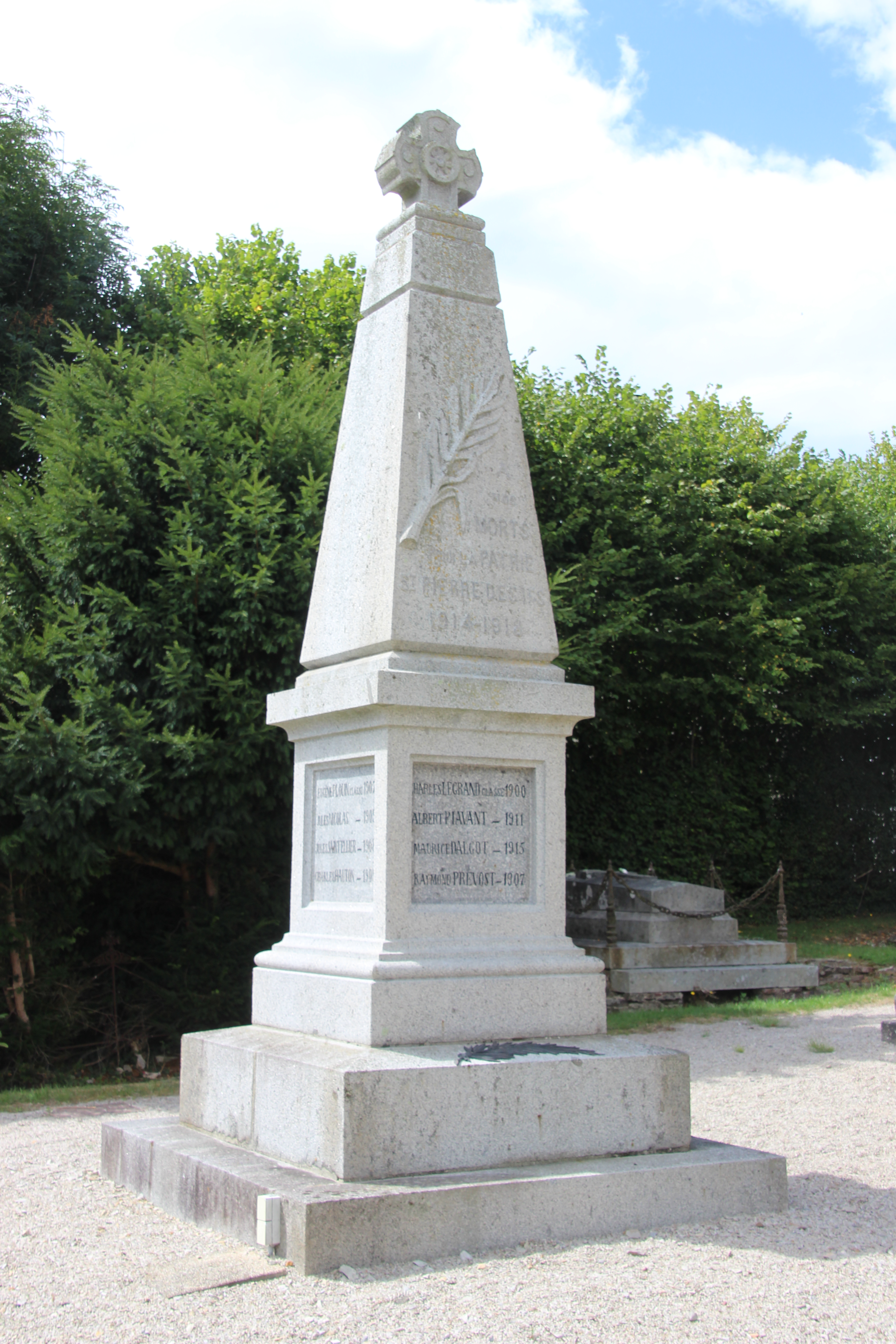
Le monument aux morts, à proximité de l'église.

L'église, qui dépend du diocèse de Bayeux-Lisieux, a été principalement construite au XIIIe siècle, sous le patronage du prieur de Sainte-Barbe-en-Auge. Elle reprend toutefois un bâti plus ancien, remontant au XIIe ou XIIe siècle, et qui constitue le mur nord de la nef. L'édifice comprend un clocher-porche, une nef et un chœur de trois travées.
L'église subit plusieurs dommages durant les bombardements de la  Seconde Guerre mondiale : clocher, toiture, nef, sacristie et vitraux, partiellement détruits, font l'objet d'une campagne de réfection subventionnée en 1950. Les vitraux actuels ont été dessinés par Charles Plessard, un élève du peintre Maurice Denis, et réalisés par le verrier Gabriel Loire, entre 1947 et 1951,.
À partir de 2014, la commune, aidée par département du Calvados, la Fondation du patrimoine et l'Association de sauvegarde du patrimoine pétrussivien, entreprend des travaux de restauration. La première tranche concerne l'intérieur de l'édifice (voûte de la nef, porte d'entrée, électricité et éclairage) ; la deuxième, en 2020, porte sur la maçonnerie et la façade de la tour clocher. La campagne suivante, en 2021-2022, comprend la restauration des façades nord et est de la nef, du chœur et de la sacristie. Une quatrième tranche est prévue pour terminer la restauration de la façade côté presbytère.

#### Calvaire
Inauguré le 9 octobre 1927, le calvaire se compose d'un socle en béton, brique et granit, surmonté d'un Christ en fonte moulée peinte, d'une hauteur de 1,5 m. Détérioré dans les bombardements, le calvaire a été restauré en 1956.

#### Monument aux morts
Situé face au porche de l'église, le monument, commémorant la Première Guerre mondiale, est formé d'un pilier surmonté d'une croix latine, orné d'une palme et de la mention « A nos morts pour la patrie St Pierre des Ifs 1914-1948 ». Les noms de douze hommes y ont été gravés.

#### Mairie

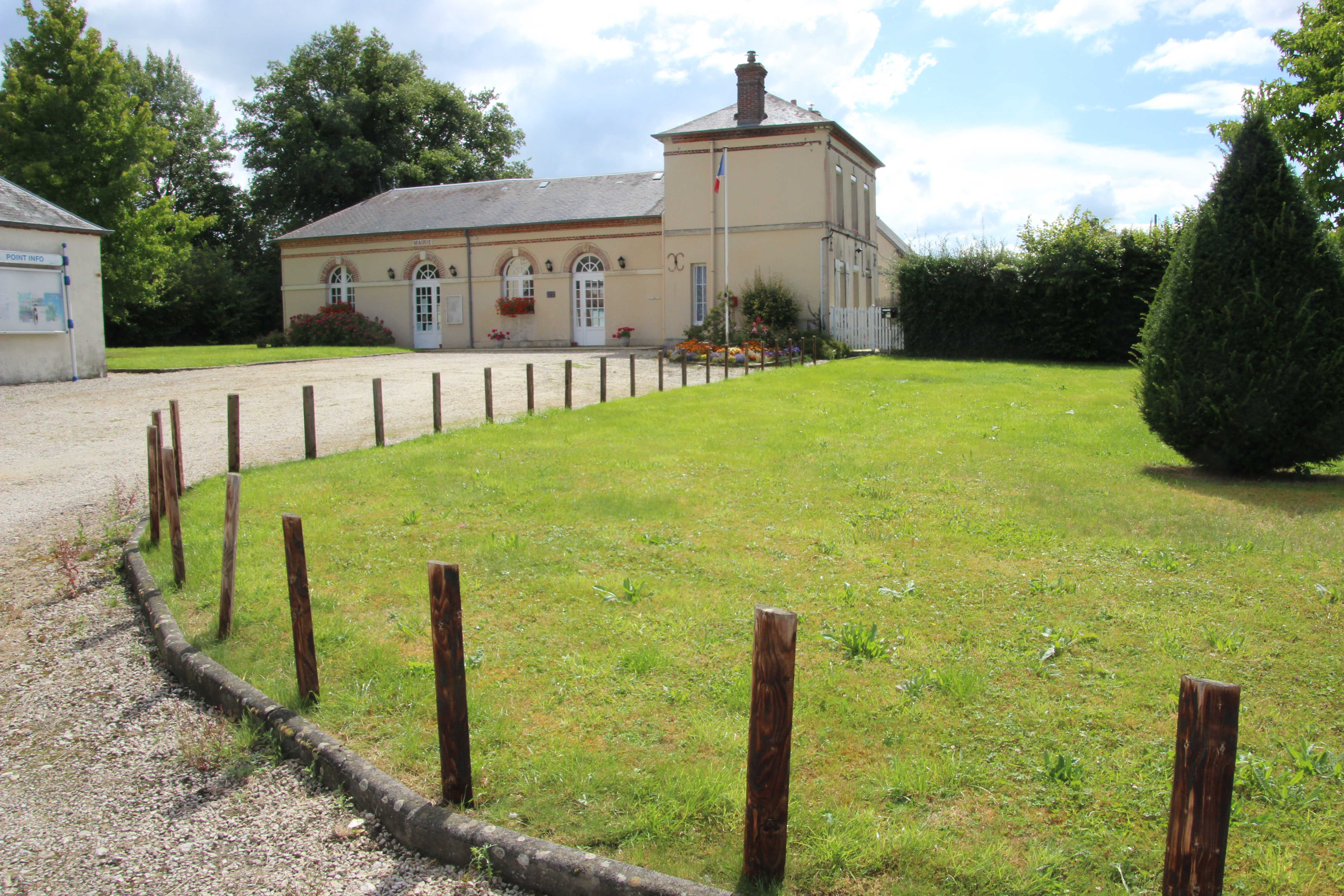
La mairie.

#### Manoir de la Motte

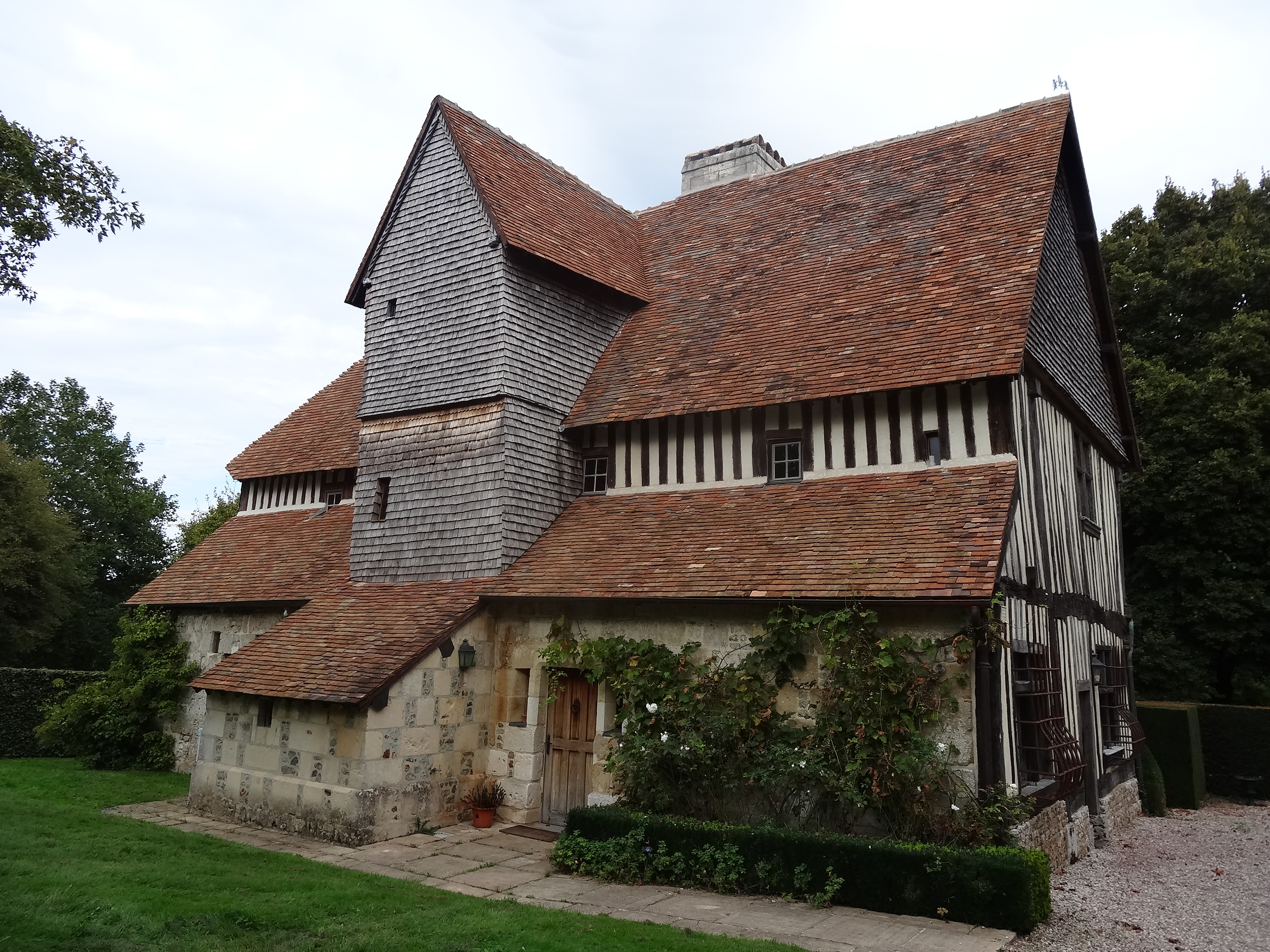
Le manoir de la Motte.

Construit dans le dernier quart du XVe siècle, le manoir comprend, selon la description du services des monuments historiques, « un encorbellement sur sommiers, une sablière de chambrée d'une seule pièce, un escalier compris dans une tourelle carrée, une galerie en encorbellement, une grande lucarne, des cheminées monumentales et des portes intérieures à plis de serviette. La cour en herbe est délimitée par les bâtiments d'exploitation comprenant une écurie-charretterie, une grange et une étable. Le pressoir du XVIIe siècle a été démonté en 1993. ».
Le manoir, ainsi que les façades et les toitures des communs (grange, écurie et charretterie), sont inscrits au titre des monuments historiques par arrêté du 4 mars 2004.
À noter également les vestiges d'une motte féodale.

### Saint-Pierre-des-Ifs dans les arts et la culture populaire
Le nom « Saint-Pierre-des-Ifs » est cité à plusieurs reprises par Marcel Proust dans À la recherche du temps perdu, sans qu'il soit possible de savoir avec certitude de quelle commune il est question. En effet, il s'agit d'une station du chemin de fer qui relie Paris à la ville imaginaire de Balbec, station balnéaire normande. Ainsi, dans Sodome et Gomorrhe, le narrateur, qui voyage en train, fait la rencontre d'une jeune fille, montée en gare de Saint-Pierre-des-Ifs : « À Saint-Pierre-des-Ifs monta une splendide jeune fille qui, malheureusement, ne faisait pas partie du petit groupe. Je ne pouvais détacher mes yeux de sa chair de magnolia, de ses yeux noirs, de la construction admirable et haute de ses formes. »
C'est aussi à cette station que monte parfois le baron de Charlus, qui possède « une petite maison entre Saint-Martin-du-Chêne et Saint–Pierre-des-Ifs » :

« Déjà, dès la fin de l'été, dans notre trajet de Balbec à Douville, quand j'apercevais au loin cette station de Saint-Pierre-des-Ifs, où le soir, pendant un instant, la crête des falaises scintillait toute rose, comme au soleil couchant la neige d'une montagne, elle ne me faisait plus penser, je ne dis pas même à la tristesse que la vue de son étrange relèvement soudain m'avait causée le premier soir en me donnant  si grande envie de reprendre le train pour Paris au lieu de continuer jusqu'à Balbec, au spectacle que, le matin, on pouvait avoir de là, m'avait dit Elstir, à l'heure qui précède le soleil levé, où toutes les couleurs de l'arc-en-ciel se réfractent sur les rochers, et où tant de fois il avait réveillé le petit garçon qui, une année, lui avait servi de modèle pour le peindre tout nu, sur le sable. Le nom de Saint–Pierre-des-Ifs m'annonçait seulement qu'allait apparaître un quinquagénaire étrange, spirituel et fardé, avec qui je pourrais parler de Chateaubriand et de Balzac. »

— Marcel Proust, Sodome et Gomorrhe II

## Vie locale

### Enseignement
L'école communale, construite en 1955 par Georges Duval, un architecte normand, a été fermée en 1983. Elle a été transformée en salle des fêtes.

### Culture
- Journées du patrimoine[74]

### Sports
- Gymnastique par l'association Les Tapis bleus[75]
- Équitation au centre équestre les Écuries de la Motte[76]
- Pêche aux étangs de Saint-Pierre-des-Ifs[77]

## Personnalités liées à la commune
- Pierre Cosnard (1749-1799), homme politique né à Saint-Pierre-des-Ifs ;
- Louis-André Guillet (1901-1980), peintre montmartrois né à Saint-Pierre-des-Ifs[78],[79].

## Sources
- Notes sur Saint-Pierre-des-Ifs et La Motte en Auge réunies par la Société historique de Lisieux[80].
- Inventaire des archives communales sur le site des Archives départementales du Calvados.
- Saint-Pierre-des-Ifs dans la presse ancienne par Jean-Yves Mérienne, blog Un siècle d'histoire du Calvados
- Sélection d'articles signés Isabelle Créa'ch, correspondante de Ouest-France.